# Домпјер сир Оти
Домпјер сир Оти (фр. Dompierre-sur-Authie) насеље је и општина у североисточној Француској у региону Пикардија, у департману Сома која припада префектури Абевил.
По подацима из 2011. године у општини је живело 419 становника, а густина насељености је износила 18,43 становника/km². Општина се простире на површини од 22,73 km². Налази се на средњој надморској висини од 18 метара (максималној 101 m, а минималној 12 m).

## Демографија
| 1962. | 1968. | 1975. | 1982. | 1990. | 1999. | 2011. |
| ----- | ----- | ----- | ----- | ----- | ----- | ----- |
| 545   | 578   | 559   | 526   | 436   | 404   | 419   |

График промене броја становника у току последњих година